# Bettwiesen
Bettwiesen (toponimo tedesco) è un comune svizzero di 1 172 abitanti del Canton Turgovia, nel distretto di Münchwilen.

## Monumenti e luoghi d'interesse

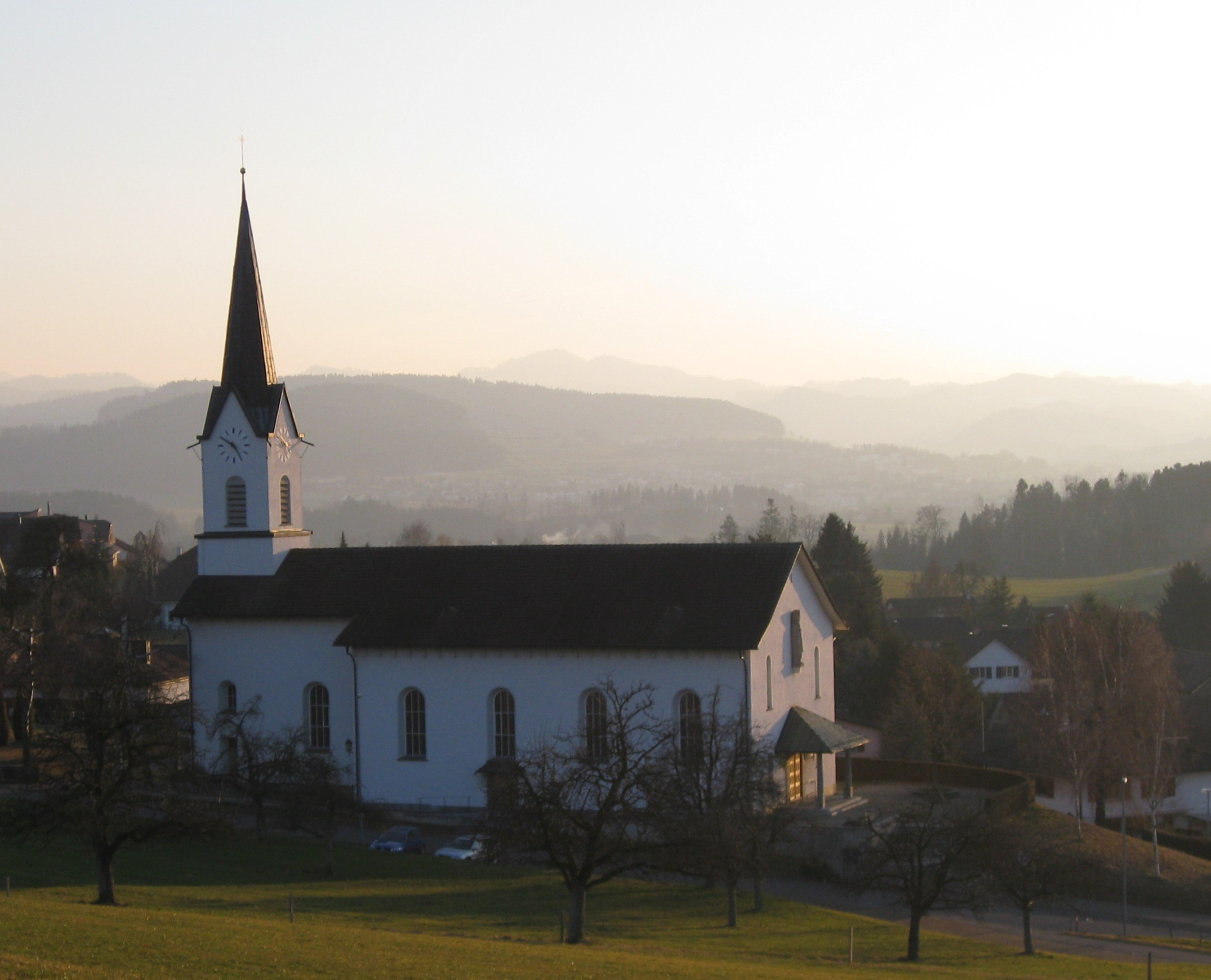
La chiesa cattolica di Sant'Urbano

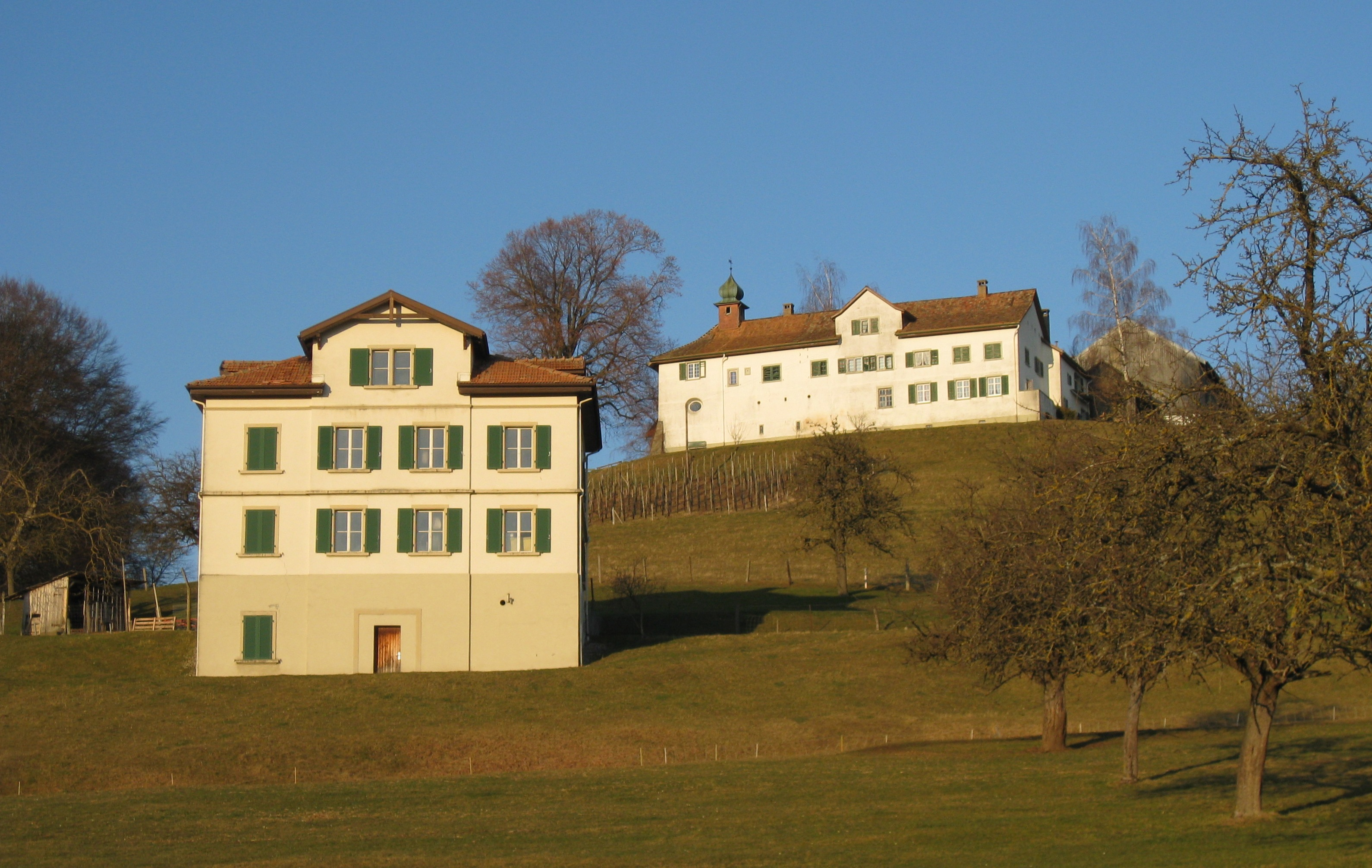
Il castello di Bettwiesen

- Chiesa cattolica di Sant'Urbano, eretta nel 1646[1];
- Castello di Bettwiesen, eretto nel 1627[1].

## Società

### Evoluzione demografica
L'evoluzione demografica è riportata nella seguente tabella:
Abitanti censiti

## Amministrazione
Ogni famiglia originaria del luogo fa parte del cosiddetto comune patriziale e ha la responsabilità della manutenzione di ogni bene ricadente all'interno dei confini del comune.

## Infrastrutture e trasporti
È servito dall'omonima stazione sulla ferrovia Mittelthurgaubahn.